# Parafia Wniebowzięcia Najświętszej Maryi Panny w Ostrogu
Parafia pw. Wniebowzięcia Najświętszej Maryi Panny w Ostrogu – rzymskokatolicka parafia należąca do dekanatu rówieńskiego diecezji łuckiej metropolii lwowskiej. Obecnie znajduje się na Ukrainie. Do czasów II wojny światowej parafia należała do dekanatu ostrogskiego.

## Historia

### Geneza kościoła i parafii
Początki kościoła farnego, tzn. parafialnego, pw. Wniebowzięcia Najświętszej Maryi Panny w Ostrogu sięgają lat 40. XV wieku. Wówczas w 1439 roku na soborze we Florencji zgromadzeni biskupi Kościoła zachodniego i wschodniego podjęli próbę zjednoczenia. Prawosławny metropolita kijowski i całej Rusi Izydor został kardynałem i legatem papieskim.
W 1440 roku metropolita Izydor w towarzystwie dwóch dominikanów przybył do Ostroga ogłaszając unię kościelną. W czasie tego pobytu książę Fedor Ostrogski przyrzekł ufundować w Ostrogu łaciński kościół i klasztor dla dominikanów, co uczynił między 1440 a 1442 rokiem.
Powstanie katolickiej świątyni w Ostrogu nie jest zatem bezpośrednim skutkiem ówczesnej polskiej ekspansji ani wynikiem przejścia na katolicyzm miejscowego księcia. Fedor Ostrogski do końca życia był gorliwym wyznawcą prawosławia i jako taki w czasie unii florenckiej i haseł ratowania Bizancjum osadził w swoim księstwie dominikanów i ufundował kościół łaciński pw. Wniebowzięcia Najświętszej Maryi Panny.
Obok decyzji soboru florenckiego o unii przyczynę pojawienia się katolickiej świątyni w Ostrogu należy upatrywać się w przywileju króla Władysława Warneńczyka (1443) o równouprawnieniu wyznań prawosławnego i katolickiego w Rzeczypospolitej.

### Pierwszy kościół
Pierwotnie kościół miał kształt podłużnego czworokąta z zaokrąglonym sanktuarium, stanowiącego dziś główną nawę. Później domurowano po bokach dwie kaplice nadały budowli kościoła kształt krzyża. Do restauracji w 1879 roku kościół był pokryty wysokim, stromym dachem drewnianym, z małą w środku kopułką, obitą białą blachą, w której znajdowała się sygnaturka. Pierwotny kościół uległ zniszczeniu w 1443 roku w czasie najazdu Tatarów, kiedy Ostróg i okoliczne włości zostały spalone. Około 1452 roku wobec dalszych najazdów tatarskich dominikanie opuścili zburzony kościół, który do ok. 1490 roku był ruiną. Syn kniazia Fedora, Wasyl Krasny, potwierdził nadania ojca dla dominikanów, którzy jednak z tego nadania już nie skorzystali.

### Odnowienie kościoła
Dopiero w 1582 roku kniaź Wasyl Konstantynowicz Ostrogski, wojewoda kijowski, podniósł kościół z ruiny i oddał kapłanom świeckim, potwierdził fundację (wioska Luczyn) i sprowadził z Krakowa ks. Wojciecha Bieżanowskiego, który został tu pierwszym proboszczem (1582-1616).
Czynnie urządzeniem kościoła i parafii ostrogskiej zajął się jej drugi proboszcz, ks. Wojciech Witkowski (1619-1623), który obok wielu walorów znał język cerkiewno-słowiański i literaturę Kościoła ruskiego oraz "miłował i zbierał księgi, uprawiał literaturę i skrzętnie gromadził wiadomości dziejowe".
26 października 1624 roku, nazajutrz po nowej erekcji Anny Alojzy Chodkiewiczowej, kościół ostrogski został uroczyście konsekrowany przez Stanisława Łubieńskiego, biskupa łuckiego. W 1702 roku kosztem miejscowego proboszcza bpa Stanisława F. Biegańskiego (1699-1709) zostało odrestaurowane probostwo, pokryty kościół i postawiona nowa dzwonnica. Jesienią 1703 roku wymurowano zaś przy kościele kruchtę z babińcem. W następnym roku sprawiono do kościoła chrzcielnicę.
26 sierpnia 1705 roku biskup Stanisław F. Biegański wyprosił u hetmana kozackiego Iwana Mazepy, idącego do Polski naprzeciw wojskom szwedzkim, uchronienie Ostroga i Luczyna.
10 lipca 1707 roku w nocy z soboty na niedzielę został poważnie okradziony kościół. Podejrzenie padło kwaterującą wówczas w Ostrogu piechotę moskiewską, sprawców nie ujęto.
W 1749 roku staraniem proboszcza Stanisława Tomaszewskiego (1735-1751) rozpoczęto murowanie kaplicy pw. św. Jana Nepomucena, naprzeciw kaplicy Najświętszej Maryi Panny Różańcowej. Koszty pokrył książę Stanisław Jabłonowski. Budowę kaplicy ukończył ks. Józef Jan Gołuchowski (1751-1772) w 1753 roku; koszty tym razem pokrył starosta czehryński książę Jan Kajetan Jabłonowski.
4 lutego 1772 roku w nocy kościół farny został okradziony. Zrabowane zostały srebra kościelne, różne depozyty i przedmioty wyposażenia.
W 1779 roku zbudowano nowy dach na kościele farnym, w 1782 roku białą blachą została pokryta sygnaturka.
W roku 1805 przestano odprawiać nabożeństwa w kościele z powodu pękającego sklepienia i kościół odnowiono staraniem miejscowego proboszcza ks. Bartłomieja Markiewicza (1805-1818).

### Przebudowa w stylu neogotyckim
W latach 80. XIX wieku, za proboszcza ks. Władysława Krzemińskiego (1876-1888), kościół był przebudowany kolejny raz, przyjmując neogotycki wygląd. Nad kościołem i miastem dominowały ostre trzy wieże.
16 (4) czerwca 1889 roku miał miejsce, jeden z licznych pożarów. Podczas tego pożaru spalił się dach kościoła farnego oraz niektóre budynki. Mury kościoła i sklepienie pozostały w całości. Mimo to gubernator wołyński w Żytomierzu polecił zamknąć kościół farny w Ostrogu, a katolikom zezwolił jedynie na gromadzenie się na nabożeństwach w starej kaplicy cmentarnej.
Ostrogscy katolicy stanęli przed niebezpieczeństwem kasaty parafii i zamienieniem kościoła na cerkiew, czego liczne przykłady są znane z historii Kościoła katolickiego pod zaborem rosyjskim. Ostrogski kościół farny kilka lat stał w zapuszczeniu.

### Odbudowa kościoła w stylu neoklasycystycznym
Przełom w sprawie kościoła w Ostrogu nastąpił w 1895 roku. 3 (15) listopada narodziła się córka cara Mikołaja II – księżniczka Olga. Parafianie ostrogscy z tej okazji, jeszcze w listopadzie, zwrócili się do carowej błagając, "aby na upamiętnienie szczęśliwego przyjścia na świat Wielkiej Księżniczki Olgi raczyła najłaskawiej przyczynić się do spełnienia ich gorącej prośby". Odpowiedź przyszła nader szybko, bo 15 grudnia parafianie ostrogscy otrzymali zawiadomienie z kancelarii dworskiej w Petersburgu, o tym iż ich prośba została przesłana do ministra spraw wewnętrznych. Wreszcie 2 lutego 1896 roku do Ostroga nadeszło zawiadomienie, że minister spraw wewnętrznych, przychylając się do prośby parafian, zezwolił na odbudowę kościoła farnego. Zgodę zaopatrzono w warunek, że wysokość katolickiej świątyni nie będzie wyższa od niedawno odnowionego w sąsiedztwie Soboru Objawienia Pańskiego. Odbudową kościoła parafialnego pw. Wniebowzięcia Najświętszej Maryi Panny w Ostrogu kierował ówczesny proboszcz ks. Wacław Maszewski. Kościół, odnowiony według projektu Wiktora Piotrowskiego, nabrał wyglądu neoklasycystycznego z kolumnadą dorycką od frontu i kopułą. Odbudowę finansowano ze składek wiernych, a pracami kierował Achilles Breza. Do odbudowy wybitnie przyczynił się także książę Roman Sanguszko i księżna Ludgarda Jabłonowska oraz inni pobożni ofiarodawcy.
Nowe ołtarze i ambonę wyrzeźbił niejaki Iglatowski z Romanowa. W ołtarzu głównym został umieszczony łaskami słynący krzyż z dawnego kościoła jezuickiego. W prawej nawie umieszczono ocalały z pożaru obraz Matki Bożej Nieustającej Pomocy oraz rzeźbę z białego marmuru Matki Bożej z Dzieciątkiem, autorstwa Tomasza Oskara Sosnowskiego (1810-1886), ofiarowany dla ostrogskiego kościoła w 1897 roku przez Annę z Chodkiewiczów Dowgiałłową. W nawie lewej, w ołtarzu św. Antoniego, umieszczono w antepedium drugą piękną rzeźbę z białego marmuru karraryjskiego autorstwa T. O. Sosnowskiego przedstawiającą Chrystusa w grobie. Rzeźba ta trafiła do ostrogskiej świątyni w 1897 roku właśnie z okazji jego odbudowy i modernizacji, jako dar Bronisławy z Falkowskich Czosnowskiej. Kościół na nowo uroczyście konsekrował bp Bolesław Hieronim Kłopotowski w 1897 roku.
W czasie II wojny światowej nad świątynią znowu zawisły czarne chmury. Po wejściu Armii Czerwonej do miasta Ostroga w kościele znajdował się skład ziarna. W 1948 roku kościół został oddany wiernym. W latach 1948–1958 dojeżdżał tu o. Serafin Kaszuba. W 1958 roku, kiedy o. Serafina Kaszubę pozbawiono możliwości wykonywania obowiązków duszpasterskich, została podjęta decyzja o zamknięciu wszystkich kościołów na Wołyniu. Wierni w Ostrogu dzielnie walczyli o swoją świątynię przez dwa lata, jeżdżąc do władz w Kijowie oraz konsula PRL w tym mieście.
W dzień święta Bożego Ciała, 28 maja 1959 roku, władze radzieckie w Ostrogu odebrały im klucze od świątyni. W nocy zrzucono krzyż... Zabytkowe ołtarze wywieziono do jaru Zaklowy Rów w lesie koło Nowomalina, gdzie je zniszczono. Rozpoczęło się rujnowanie kościoła, który zamieniono na szkołę sportową. Na początku lat 60. zrujnowano także kaplicę Niepokalanego Poczęcia Najświętszej Maryi Panny i dzwonnicę, które znajdowały się koło kościoła.

## Fundacje i donacje
- Książę Fedor Ostrogski na uposażenie kościoła i klasztoru dominikanów przeznaczył wioskę Luczyn. Fundacja ta nastąpiła prawdopodobnie ok. 1442 roku.
- Wojewoda wołyński, książę Adam Konstanty Ostrogski, 18 października 1615 roku pozwala kościołowi na wyrąb w swoich lasach.
- Jan Karol Chodkiewicz, mąż Anny Alojzy, zobowiązał się w 1620 roku płacić z arend ostrogskich na rzecz kościoła 600 złotych rocznie. Z kolei sama Anna Alojza Chodkiewiczowa nadaje 2 lipca 1623 roku plebanowi ostrogskiemu, którym był wówczas Mikołaj Aleksander Ramułt (1623-1648), plac dla wybudowania na nim browaru.
- Nową erekcję z dnia 25 października 1624 roku Anna Alojza Chodkiewiczowa zapisuje na wieczne czasy dla kościoła i plebanii ostrogskiej wyżej wspomniane 600 złotych. Potwierdza nadania przodków: wieś Luczyn i pole pod Hremiaczem. Nadaje też kilka innych drobnych przywilejów.
- Z czasem kościół i probostwo ostrogskie nabywa szereg innych drobnych fundacji i przywilejów.

## Zabytki kultury i sztuki
- Do zabytkowego wyposażenia kościoła należały przede wszystkim ołtarze, obrazy i rzeźby.
- W 1621 roku, za ks. ks. Wojciecha Witkowskiego został wystawiony w kościele wielki (główny) ołtarz zrobiony przez snycerzy lwowskich za 135 florenów.
- Za czasów proboszcza Samuela Ożgi (1726-1730), biskupa kijowskiego, został postawiony w kościele nowy wielki (główny) ołtarz oraz ołtarze św. Antoniego i Najświętszej Maryi Panny. Staraniem następnego proboszcza ks. Józefa Olszańskiego (1730-1734), biskupa sufragana chełmskiego, zostały one pomalowane oraz stanął nowy ołtarz Najświętszej Maryi Panny Różańcowej z dwoma bocznymi ołtarzami, które w 1748 roku zostały odmalowane.
- W 1774 roku w czasie zaprowadzenia w parafii Bractwa św. Tekli został postawiony ołtarz ze statuą świętej. Kościołowi ostrogskiemu wówczas księżna Tekla Jabłonowska ofiarowała relikwie św. Tekli i św. Jana Nepomucena.
- W roku 1785 kapituła łucka ofiarowała do kościoła w Ostrogu cztery relikwiarze w kształcie piramid, zdobione srebrem, które dawniej należały do kościoła jezuickiego w Łucku.
- W kaplicy pw. św. Jana Nepomucena znajdowały się portrety księcia Jana Kajetana Jabłonowskiego i jego żony Anny, z domu Sapiehów. W 1794 roku ukończony został w tej kaplicy ołtarz św. Jana Nepomucena oraz sprawiony obraz tego świętego.
- W prezbiterium nad stallami były w XIX wieku portrety ks. Aleksandra Ostrogskiego, woj. wołyńskiego i jego córki Anny Alojzy Chodkiewiczowej.
- Na plebanii w 1850 roku znajdowały się portrety: kardynała Izydora, metropolity kijowskiego, króla Stanisława Augusta, biskupa Franciszka Komornickiego, oficjała ks. Józefa Jana Gołuchowskiego, archidiakona ks. Józefa Umińskiego, komendarza Janowskiego i Pociejowej. Jak podaje S. Kardaszewicz "zmiana proboszczów, a najwięcej obojętność dla pamiątek krajowych, spowodowały zatratę tych portretów i nie wiadomo, gdzie się teraz one znajdują".
- W czasie powstania Bohdana Chmielnickiego zniszczony został ok. 4000 księgozbiór ks. Macieja Rybińskiego, miejscowego kaznodziei.
- Największą ozdobą kościoła w Ostrogu były wykonane z białego marmuru rzeźby autorstwa Tomasza Oskara Sosnowskiego (1810-1888), "Madonna z Dzieciątkiem" i "Chrystus zdjęty z krzyża", które do ostatniej wojny znajdowały się w kościele. Obecnie znajdują się one w miejscowym Muzeum Krajoznawczym. Parafia bezskutecznie czyni starania o zwrot swojej własności.

## Szkoła i szpital kościelny
Drugi proboszcz w Ostrogu, ks. Wojciech Witkowski (1619-1623) w 1620 roku pobudował dom na szkołę łacińską, która do tego czasu znajdowała się przy Akademii Ostrogskiej.
W 1624 roku Anna Alojza Chodkiewiczowa zapisała na szkołę katolicką "dla ćwiczenia dziatek w pobożności chrześcijańskiej i naukach wyzwolonych" połowę funduszu opartego na wsi Surażu na szkołę grecką i łacińską, tj. 180 złotych.
Przy kościele ostrogskim był szpital, którego podstawą utrzymania był zapis Anny Alojzy Chodkiewiczowej z 15 lutego 1625 roku przyznający dochód coroczny z papierni ostrogskiej.

## Proboszczowie ostrogscy (rzymskokatoliccy)
Wykaz księży proboszczów ostrogskich, ułożony przez ks. prałata Florentyna Czyżewskiego w Łucku wraz z uzupełnieniem współczesnym.
1. Ks. Wojciech Bieżanowski. Pierwszy akt chrztu, udzielonego przez ks. Bieżanowskiego – 24 kwietnia 1596. Testament jego sporządzony 11 sierpnia 1616, oblatowany w Łucku 20 lutego 1618. Ostatnia wzmianka o księdzu B. w akcie chrztu z 17 lipca 1616. Zmarł prawdopodobnie w 1617 w Ostrogu i tam zapewne pochowany. 17 stycznia 1617 chrzcił O. Szymon, bernardyn z Zasławia "in absentia tunc Parochi Ostrog." 10 lipca figuruje X. Jan Jarosławski (Jaroslawiensis), dotychczasowy wikary ostrogski, już jako komendarz.
2. Ks. Wojciech Witkowski 1619-1623. Pleban rówieński. Po raz pierwszy figuruje w akcie chrztu z dnia 1 grudnia 1619. Brak aktów od 6 stycznia 1623 do 10 sierpnia 1625.
3. Ks. Mikołaj Aleksander Ramułt, kustosz kolegiaty jarosławskiej, dziekan zasławski, oficjał i kanonik łucki – 1623-1648 (w ks. metr. oznaczonej N I. jest notatka o odbyciu wizyty generalnej 15 marca 1630 przez ks. Stanisława Łozę, dziekana i oficjała łuckiego, późniejszego sufragana łuckiego). 2 lipca 1623 nadaje Anna na Ostrogu Chodkiewiczowa, wojewodzina wileńska, księdzu Aleksandrowi Ramułtowi, plebanowi ostrogskiemu, plac dla wybudowania na nim browaru.
4. Ks. Stanisław Aleksander Machocki. Pierwszy raz spotykamy go w charakterze wikarego ostrogskiego w akcie chrztu z dnia 4 listopada 1634.
5. Wachocki(?).
6. Ks. Andrzej Sieracki. W akcie ślubu z dnia 27 stycznia 1658 r. figuruje jako praepositus. Brak akt z lat 1656 i 1657 "ob aniduas turburbationes". Dziekan zasławski (24 czerwca 1669), testament z dnia 16 listopada 1672, aprob. 27 października 1673.
7. Ks. Marcin Michał Solecki (1674-1682?). Wzmianka o nim, jako o proboszczu ptyckim, w testamencie Krystyny Jabłońskiej z dnia 5 października 1673. Po raz pierwszy spotykamy się z jego nazwiskiem w akcie ślubu z dnia 29 stycznia 1676, gdzie występuje w charakterze świadka, jako praepositus ostrogensis.
8. Ks. Jan Stanisław Bożeniec-Jełowicki, kanonik i surogat łucki, proboszcz ostrogski (1682-1699). Wymieniony, jako ojciec chrzestny, w akcie z dnia 27 grudnia 1682.
9. Ks. bp Stanisław Franciszek Biegański, biskup bakowski (wołoski) (1699-1709), franciszkanin, zmarł w Ostrogu. Napis na płycie (z herbem Pomian): "Deo O M Hic jacet positus in medio gregis suae frater Stanislaus Biegański episcopus Bacconensis Praepositus Ostrogensis (Radosicensis) (Brodensis) (Dąbroviensis) falis cessis Die 24 Januarii Anno Dni 1709".
10. O. Ludwik Karsza, franciszkanin, d-r teologii w Akademii Zamojskiej. 1709-1716.
11. Ks. Konstanty Kaszowski, kanonik gnieźnieński, dziekan katedralny i oficjał generalny łucki, zmarł 16 marca 1726 w Łucku i tu pochowany. 1716-1726.
12. Ks. Samuel Jan Ożga, biskup kijowski. 1726-1730.
13. Ks. Józef Olszański, biskup serreński, sufragan chełmski, sede vacante administrator diecezji łuckiej. Zmarł po 5 grudnia 1735 a przed majem 1736 w Łucku i tu pochowany. 1730-1734.
14. Ks. Stanisław Tomaszewski, kanclerz kijowski, potem kanonik, wreszcie dziekan katedralny łucki. Objął prepozyturę ostrogską 27 marca 1735, zmarł 17 stycznia 1751 r. i tu pochowany. Żył lat "prope" 50. 1735-1751.
15. Ks. Józef Jan Gołuchowski, dziekan katedralny i oficjał kijowski, c. a. 1765 oficjał generalny łucki, prepozyt ostrogski i szarogrodzki. 1751-1772.
16. Ks. bp Franciszek Komornicki, pleban koniuski, kanonik łucki, biskup cezaropolitański, sufragan łucki, prepozyt ostrogski (1773-1780), zmarł 10 maja 1780 r. w Ostrogu i tam pochowany; żył lat 47.
17. Ks. Józef Umiński, kanonik katedr. łucki, proboszcz ostrogski (1780-1805), zmarł 23 stycznia 1850 w Ostrogu, już, jako archidiakon katedry łuckiej, mając lat 66. Pogrzebany na cmentarzu w Ostrogu.
18. Ks. Dominik Łyszewski, kanonik honorowy ołycki. Zmarł lat 67-iu 26 października 1852 w Ostrogu i tam pochowany. 1818-1852.
19. Ks. Bartłomiej Markiewicz. Zmarł lat 59 15 listopada 1818 w Ostrogu i tam pogrzebany. 1805-1818.
20. Ks. Tymoteusz Moczydłowski. 1852-1855.
21. Ks. Teodor Klonowski, prefekt i proboszcz ostrogski, wicedziekan rówieński i ostrogski, żył lat 52, zmarł 15 grudnia 1874 w Ostrogu i tamże pochowany. 1855-1874.
22. Ks. Ewaryst Narbut. 1875-1876.
23. Ks. Władysław Krzemiński, magister teologii, prefekt szkół ostrogskich. 1876-1888.
24. Ks. Cezary Zieliński, syn Jana i Marjanny z Bukowskich. Zmarł 19 października 1894 w Ostrogu i tam pogrzebany. Żył lat 57. 1888-1894.
25. Ks. Wacław Maszewski, kandydat teologii, prefekt szkół ostrogskich i proboszcz. 1894-1908.
26. Ks. Marek Puzynowski, proboszcz i dziekan ostrogski. 1903-1917.
27. Ks. Antoni Mioduszewski. 1917-1918.
28. Ks. Józef Ptaszyński, prałat kapituły kolegialnej ołyckiej. Objął parafię ostrogską 9 marca 1919.
29. Ks. Piotr Milanowski. 1939-1945. Urodził się w 1867 r. Święcenia kapłańskie przyjął w 1893 roku. Proboszcz i dziekan ostrogski od 1939 roku. Prałat Kolegiaty w Ołyce. Parafię w Ostrogu opuścił w 1945 roku udając się do Krakowa. Zmarł w Zakładzie Helclów w Krakowie ok. 1950 r. Pochowany w grobowcu oo. kapucynów na Cmentarzu Rakowickim w Krakowie.
30. O. Serafin Alojzy Kaszuba 1948-1958. Administrator. Sługa Boży z zakonu kapucynów. W grudniu 1940 roku dobrowolnie udał się do pomocy na Wołyń. Docierał do Ostroga z Równego. Apostoł Kościoła Milczenia. Duszpasterz w Kazachstanie. Wzór niezachwianego zaufania Opatrzności Bożej w najtrudniejszych okolicznościach życia. Zmarł 20 września 1977 roku we Lwowie.
31. O. Antoni Andruszczyszyn z zakonu marianów. 1989-1990. Administrator. Dojeżdżał tu z pobliskiej Sławuty w diecezji kamienieckiej.
32. Ks. Władysław Czajka. 1990-1992. Administrator. Od 1991 r. proboszcz w Równem, a od 1994 r. dziekan rówieński. Kanonik Honorowy Kapituły Katedralnej w Łucku.
33. Ks. Witold Józef Kowalów. 1992-2019. Proboszcz. Kanonik Honorowy Kapituły Katedralnej w Łucku. Od 1993 także proboszcz w Kuniowie (diecezja kamieniecka). W latach 1992–1995 proboszcz parafii Zdołbunów i parafii Klewań. Od 7 stycznia 2019 rezydent na terenie parafii.
34. Ks. Waldemar Szlachta. Od 7 stycznia 2019.

## Odpusty
- Titulus Ecclesiae
  - 15 sierpnia w uroczystość Wniebowzięcia Najświętszej Maryi Panny
- Patronus Parochiae
  - 19 marca w uroczystość św. Józefa, Oblubieńca Najświętszej Maryi Panny
- Pozostałe odpusty
  - W niedzielę uroczystości Trójcy Przenajświętszej (przeniesiony z kościoła oo. Franciszkanów w Międzyrzeczu Ostrogskim w 1869 roku)
  - 13 czerwca na dzień św. Antoniego (przeniesiony z kościoła oo. Franciszkanów w Międzyrzeczu Ostrogskim w 1869 roku)
  - 29 czerwca w uroczystość św. Apostołów Piotra i Pawła (przeniesiony z kościoła OO. Franciszkanów w Międzyrzeczu Ostrogskim w 1869 roku)
  - 7 października w święto Matki Bożej Różańcowej

## Liczebność
- rok 1929 – do parafii należało 4385 wiernych,
- rok 1933 – do parafii należało 3074 wiernych,
- rok 1938 – do parafii należało 3235 wiernych
- rok 1992 – do parafii należało ok. 500 wiernych
- rok 2007 – cała parafia liczy ok. 450 wiernych

## Upamiętnienie
25 kwietnia 2010, w ramach akcji „Katyń... pamiętamy” / „Katyń... Ocalić od zapomnienia” i ówczesnych obchodów 70. rocznicy zbrodni katyńskiej, przy kościele Wniebowzięcia Najświętszej Maryi Panny w Ostrogu zostały zasadzone Dęby Pamięci honorujące dwie ofiary zbrodni katyńskiej. Upamiętnieni zostali por. Stanisław Żurakowski (ostatni przedwojenny burmistrz Ostroga z lat 1934-1939) i  por. dr Konrad Szepelski.